# Grönskärsfladorna
Grönskärsfladorna este o arie protejată (sit de importanță comunitară — SCI) din Suedia întinsă pe o suprafață de 29,98 ha, integral pe uscat.

## Localizare
Centrul sitului Grönskärsfladorna este situat la coordonatele 59°08′18″N 18°40′42″E / 59.138294°N 18.678255°E.

## Înființare
Situl Grönskärsfladorna a fost declarat sit de importanță comunitară în decembrie 2020 pentru a proteja un număr necunoscut de specii din flora spontană și fauna sălbatică aflate în arealul zonei.

## Biodiversitate
Situată în ecoregiunile boreală și marină baltică, aria protejată conține 2 habitate naturale: Lagune de coastă, Golfuri mici înguste din Baltica boreală.
La baza desemnării sitului se află un număr nedeclarat de specii protejate.